# 山西省古建筑与彩塑壁画保护研究院（山西古建筑博物馆）
37°51′42″N 112°33′59″E / 37.86173°N 112.56635°E
山西省古建筑与彩塑壁画保护研究院（山西古建筑博物馆）位于山西省太原市迎泽区五一广场（即太原纯阳宫所在地）。

## 历史
2003年10月10日，原山西省博物馆二部更名为山西省艺术博物馆（原山西省博物馆更名为山西省民俗博物馆）。
2020年4月13日，原山西省古建保护研究所、山西省艺术博物馆、山西省古建筑维修质量监督站三个单位整合挂牌山西省古建筑与彩塑壁画保护研究院（山西古建筑博物馆）。